# Vänge kyrka, Uppland

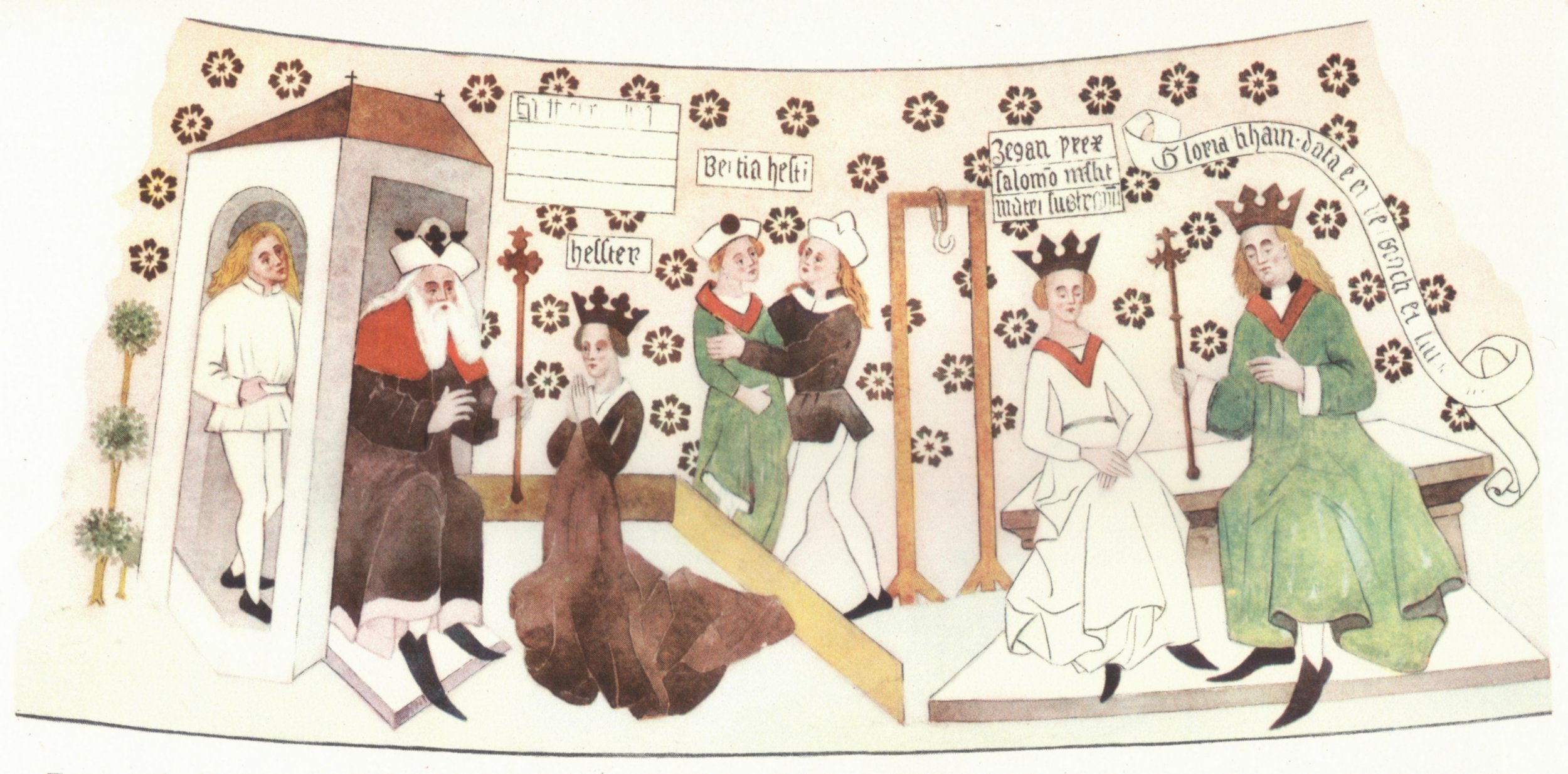
Valvmålning föreställande Ester och Ahasverus

Vänge kyrka är en kyrkobyggnad i Vänge i Uppsala stift. Kyrkan har medeltida ursprung och hör till Norra Hagunda församling. Kyrkan är belägen vid vägen genom Vänge samhälle drygt en mil väster om Uppsala.

## Kyrkobyggnaden
Vänge kyrka består av rektangulärt långhus med rakt avslutat kor i öster av samma bredd som långhuset. Från koret sträcker sig korsarmar ut åt norr och söder. Vid långhusets sydvästra sida finns ett vidbyggt vapenhus och vid långhusets västra kortsida ett smalt kyrktorn. Öster om koret finns en femsidig utbyggnad, som ursprungligen var uppförd som sakristia. Sakristian är numera inrymd i norra korsarmen. Väggarna genombryts av rundbågiga fönster. Långhus och korsarmar täcks av sadeltak medan kyrktornet kröns av en spira. Kyrkorummet nås via vapenhuset söder om tornet. Eventuellt är kyrkan byggd över en hednisk offerkälla. Exakt var den legat vet man inte idag, men så sent som på 1800-talet fanns en brunn under kyrkgolvet.

### Tillkomst och ombyggnader
Av den äldsta romanska kyrkan från omkring 1200 återstår långhusets västra del samt kyrktornet. Senare förlängdes kyrkan åt öster och blev en salkyrka. Troligen ägde detta rum på 1300-talet. Under 1400-talet uppfördes vapenhuset och kyrkorummet välvdes med kryssvalv. Under samma århundrade byggdes en avlång sakristia i norr, som senare revs. Vid byggnadsarbeten som avslutades 1667 tillkom nuvarande kyrktorn i väster. Kyrkklockorna fortsatte att hänga kvar i sin klockstapel och först år 1750 flyttades klockorna upp i tornet. Åren 1882–1886 utvidgades kyrkan i samband med att annexkyrkan i Läby lads ned. Vid ombyggnaden, som leddes av arkitekten F. R. Ekberg, tillkom korsarmarna, den femsidiga utbyggnaden i öster samt tornets övre del. Vidare uppfördes strävpelare vid koret och tornet. Planer fanns att bygga en ny huvudingång genom det smala kyrktornet i väster, men myndigheterna avstyrde dessa planer eftersom risk fanns att tornet skulle störta samman. Exteriören omdanades då till nyromansk stil. Även interiören omdanades, men återställdes vid en restaurering 1935 efter ritningar av arkitekten Erik Fant. Interiören präglas främst av Albertus Pictors kalkmålningar från 1480-talet. Målningarna i valven är välbevarade medan målningarna på väggarna har gått till spillo genom fönsterupptagningar och överkalkningar. Vid restaureringen förnyades även större delen av inredningen.

## Inventarier
- Dopfunten i sandsten är från 1100-talet. Funten som tillverkades i Mälarområdet har en rikt ornerad cuppa.
- En skulptur föreställande aposteln Jakob står vid väggpelaren mellan koret och tvärskeppet. Skulpturen är ett nordtyskt arbete från 1480-talet. Först 1934 kom den till Vänge kyrka från att tidigare hört till en småländsk kyrka.
- Nuvarande predikstol tillkom 1935. Den pryds av tre skulpturer utförda av Anton Lundberg som föreställer Tron, Hoppet och Kärleken. Under ljudtaket finns en förgylld duva som härstammar från en äldre predikstol från 1669.
- Timglaset från 1708 tillverkades av Gerhard Meijer i Stockholm.
- I kyrkan finns flera ljuskronor av malm. I koret finns en ljuskrona skänkt till kyrkan 1772.
- Ett rökelsekar härstammar från senmedeltiden och förvaras på Historiska museet.
- Altartavlan från 1935 är målad av Eva Bagge. Dess motiv är herdarnas tillbedjan.
- I tornet hänger två kyrkklockor som är omgjutna av K. G. Bergholtz. Storklockan är omgjuten 1881 och lillklockan är omgjuten 1886. Tidigare har storklockan gjutits om 1789 och dess ursprungliga ålder är inte känd.

### Orgel
- 1856 byggde Carl Erik Granlund, Enköping en orgel med 8 stämmor.
- 1886 byggde E A Setterquist & Son, Örebro en orgel. 1935 renoverades orgeln av Åkerman & Lunds Nya Orgelfabriks AB, Sundbybergs stad. Orgeln hade då 7 stämmor, en manual och bihängd pedal. Samtidigt så revs orgelläktaren och orgeln fick stå i koret på norra sidan.
- Den nuvarande orgeln byggdes 1979 av Walter Thür Orgelbyggen AB, Torshälla. Orgeln är mekanisk med slejflådor och har ett tonomfång på 56/30. Fasaden är från 1886 års orgel. Orgeln står på ett podium i norra sidoarmen.

| Huvudverk I         | Svällverk II         | Pedal             | Koppel |
| Koppelflöjt 8'      | Fugara 8'            | Subbas 16´ (1886) | I/P    |
| Principal 4' (1886) | Rörgedackt 8' (1886) | Gedackt 8'        | II/P   |
| Nasat 2 2⁄3'        | Hålflöjt 4' (1886)   | Pommer 4'         | II/I   |
| Spetsflöjt 2'       | Oktava 2'            | Fagott 16'        |        |
| Mixtur III 1'       | Oktava 1'            |                   |        |
| Dulcian 8'          | Tertian II           |                   |        |
|                     | Tremulant            |                   |        |
|                     | Crescendosvällare    |                   |        |

## Omgivning

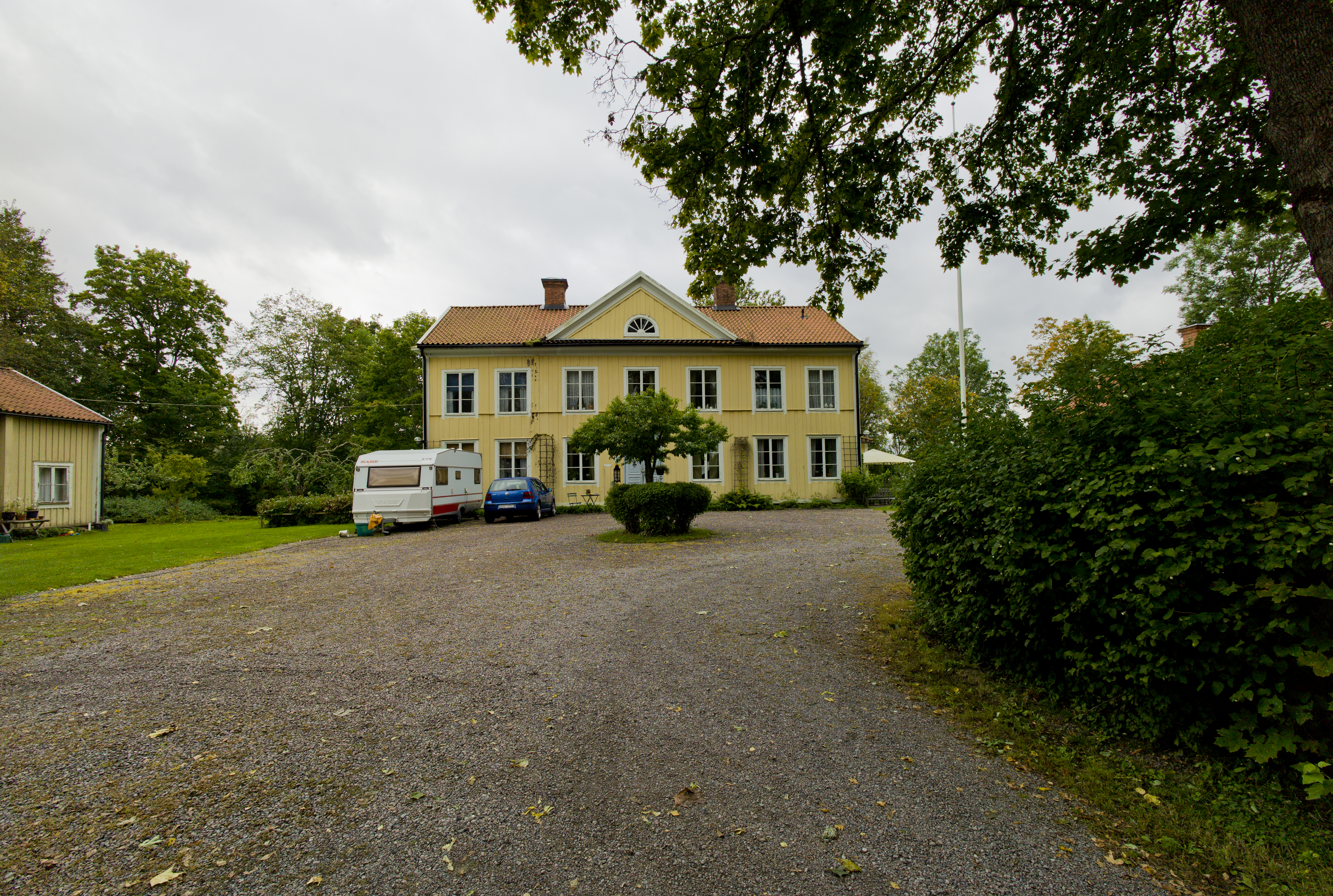
Vänge prästgård

Ett par hundra meter väster om kyrkan ligger Vänge prästgård som är byggnadsminne sedan 1993. Prästgården fick sitt nuvarande utseende vid en ombyggnad under mitten av 1800-talet. På ömse sidor om huvudbyggnaden finns flyglar från 1700-talet. I ena flygeln inryms församlingshemmet. På prästgårdstomten står en timrad rödfärgad tiondebod.
Intill kyrkan finns en före detta kyrkskola med skolhus från 1882–1883.

### Webbkällor
- Upplandia.se - En site om Uppland
- Norra Hagunda församling